# Húsevő

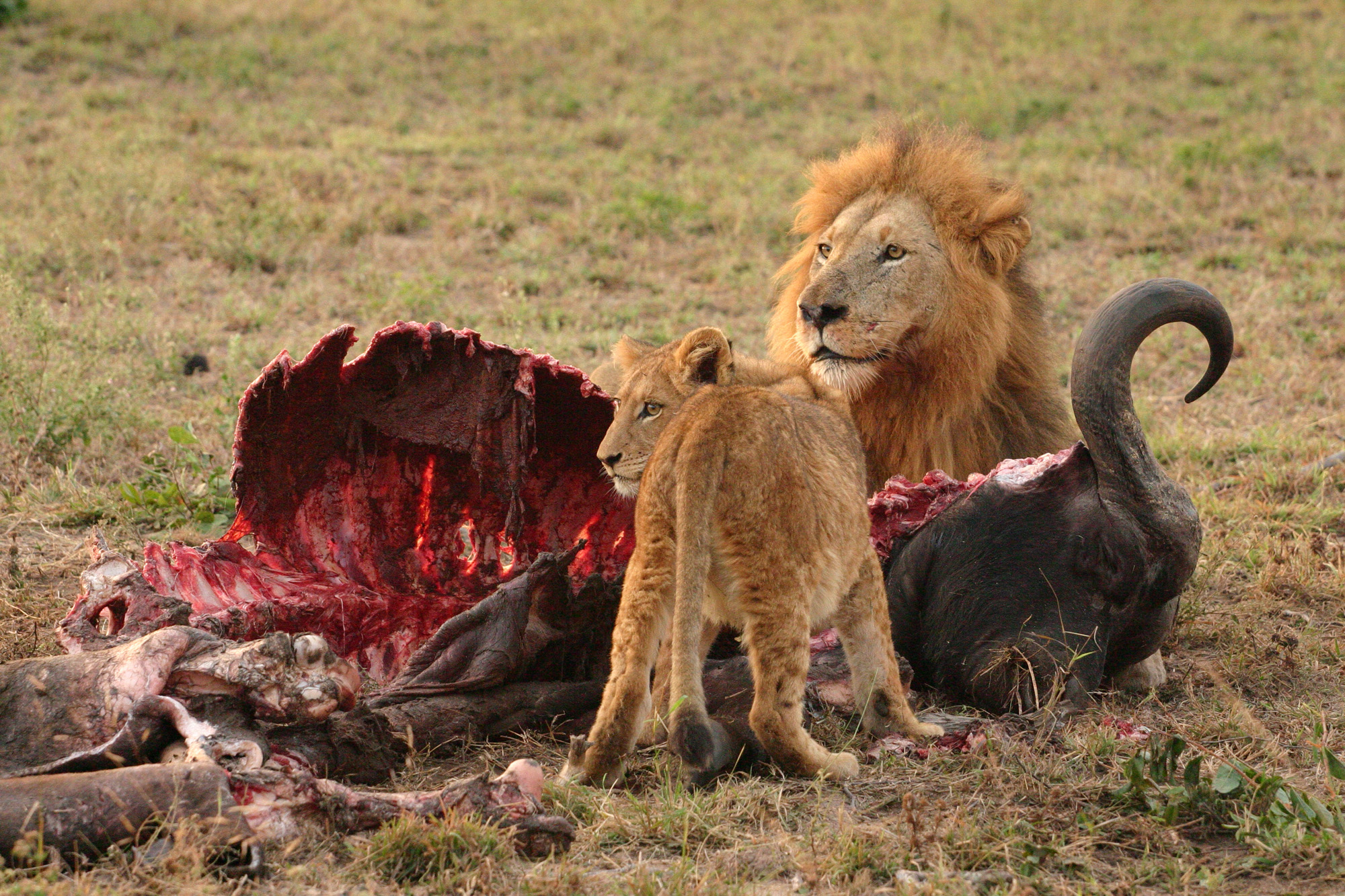
Az oroszlánok falánk húsevők; képesek akár naponta több, mint 7 kilogramm hús elfogyasztására is. Táplálkozásuk fontos részét képezik az olyan nagy testű emlősök, mint a kafferbivaly.

A húsevők olyan állatok, amelyek elsősorban hússal táplálkoznak, amihez az élő állatok elejtésével (ragadozóként) vagy elpusztult állatok elfogyasztásával (dögevőként) juthatnak hozzá.
Egy általánosan elterjedt pontatlan megfogalmazás szerint a húsevők olyan állatok, amelyek nem fogyasztanak növényeket, hanem ehelyett más állatokra vadásznak. A gerinctelenek között is számos ragadozó él, például az ízeltlábúak, a pókok vagy a fogólábúak, valamint a szárazföldi és tengeri csigák egyes fajai.
A csak hússal táplálkozó állatokat kizárólagos húsevőknek nevezik.
Léteznek rovaremésztő növények, melyek rovarokat ejtenek csapdába és fogyasztanak el. Ehhez hasonlóan a gombák között is találhatók mikroszkopikus méretű állatokkal táplálkozó fajok.
A „hiperhúsevő” megjelölést általában olyan állatokra használják, amelyek kizárólag állati szöveteken élnek, az ősbiológiában viszont azokat a taxonokat nevezik így, amiknél a fogazat nagy méretű részei a hús darabolásához, míg más részei a hús megőrléséhez alkalmazkodtak.

## Osztályozás

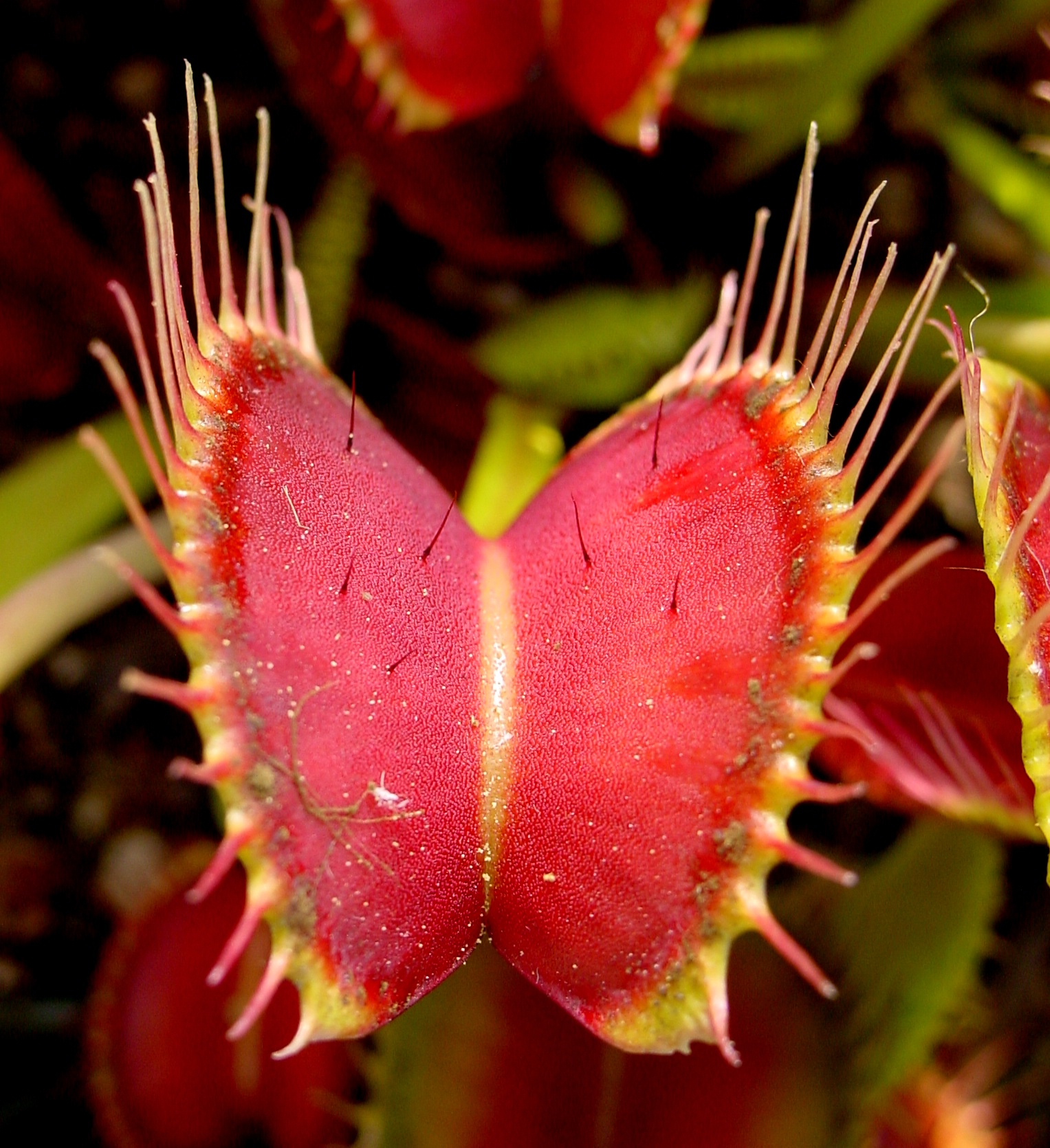
A vénusz légycsapója jól ismert húsevő növény

A húsevők egy része, az úgynevezett rovarevők, elsődlegesen vagy kizárólag rovarokkal táplálkoznak. Emellett léteznek elsődlegesen vagy kizárólagosan halakkal táplálkozó állatok (halevők) is. A húsevő életmóddal együtt járhat a saját fajtársak elfogyasztása, melyet kannibalizmusnak neveznek. Ennek speciális esetei a párzáshoz kötődő szexuális kannibalizmus (ami például az európai fekete özvegyre jellemző), illetve az utódok elfogyasztása (ami a háziállatoknál, például a macskáknál, kutyáknál is előfordul).
Bár a ragadozó életmódot folytató állatokat a definíció szerint húsevőknek tekintik, az emlősállatok ragadozók (Carnivora) rendjének tagjai között vannak kivételek. A medvefélék többsége mindenevő, és van köztük egy növényevő faj is (az óriáspanda). Emellett léteznek olyan emlős fajok is, amelyek teljesen (delfinek, cickányfélék) illetve csak részben (emberek, disznófélék) folytatnak ragadozó életmódot.
Az állatokon kívül a húsevő növények számos nemzetsége és a húsevő gombák több törzse ismert húsevőként. Az előbbiek túlnyomórészt rovarevők, míg az utóbbiak mikroszkopikus méretű gerincteleneket, például fonálférgeket, amőbákat és ugróvillásokat fogyasztanak.
A Carnivoramorpha klád (Carnivora és Miacoidea alcsoportok, a Creodonta rend kivételével) őskori emlősei a korai Creodonta renddel és a még korábbi Cimolesta rend tagjaival együtt már igazi húsevők voltak. A legkorábbi húsevő emlősállat a Cimolestes volt, amely a késő kréta időszak és a harmadidőszak idején élt Észak-Amerikában. A Cimolestes nem legtöbb faja egér vagy patkány méretű volt, de a késő kréta kori Cimolestes magnus, ami elérte a mormota méretét is, 20 és 60 gramm közötti tömegével a legnagyobb mezozoikumi emlősök egyike volt.
A több célra, például lyukasztásra, vágásra és őrlésre használható őrlőfogak a Palaeoryctes esetében szokatlanul nagyok és hegyesek voltak, így inkább csak lyukasztásra szolgáltak, a Cimolestes fogazata viszont már hasonló felépítésű volt, mint a későbbi húsevőké. Míg a legkorábbi kis termetű fajok rovarevők voltak, a későbbi mormota nagyságú Cimolestes magnus valószínűleg nagyobb zsákmányra is vadászhatott. A Hyracolestes ermineus (40 grammos hermelinszerű cickány) és a Sarcodon pygmaeus (75 grammos „apró hús fogú”) elterjedtek voltak a késő paleocén kor idején Mongóliában és Kínában, ahol kis méretű ragadozó szerepet töltöttek be. Metszőfogaik napjaink húsevő állataihoz hasonló jellegzetességeket mutatnak; a hús megragadásához és feldarabolásához alkalmazkodtak. A theropoda dinoszauruszok közé tartozó Tyrannosaurus, ami a késő kréta kor végén kihalt, bár nem volt emlős, kizárólagos húsevőnek számított.

### Kizárólagos húsevők

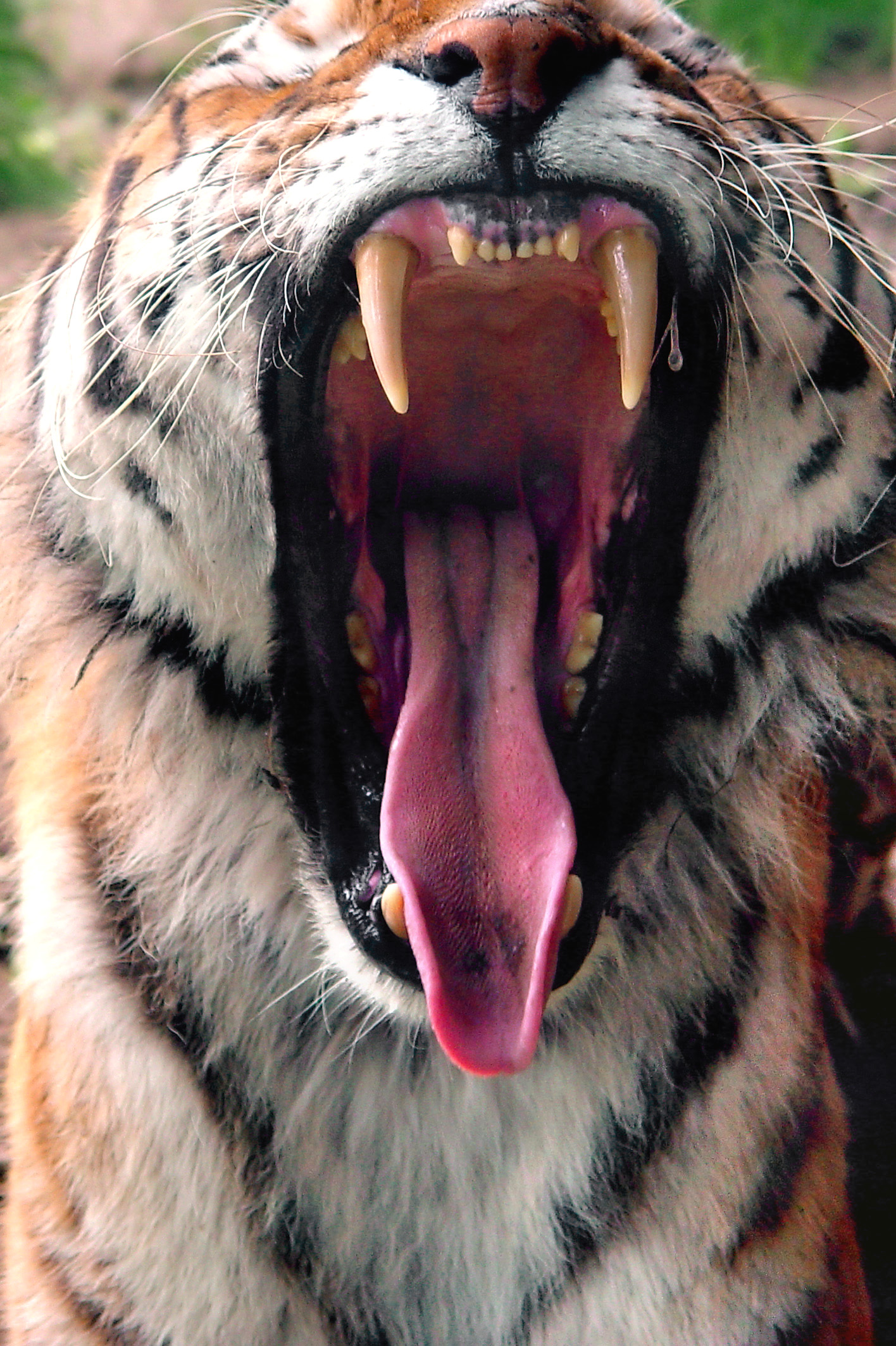
A tigris hegyes fogai, valamint erős állkapcsa a húsevő ragadozó emlősállat klasszikus példájaként hozhatók fel

A kizárólagos vagy igazi húsevő olyan állat, aminek a fennmaradása érdekében mindenképp húst kell ennie. A hiperhúsevők fogazata a kizárólagos húsevéshez alkalmazkodott. Képesek ugyan másfajta tápanyagot is elfogyasztani, például tojást, csontvelőt esetleg cukor tartalmú szirupot vagy mézet, de ezek a dolgok nem alapvető fontosságúak a számukra. Az igazi húsevők fiziológiájából hiányoznak a növényi anyagok hatékony megemésztéséhez szükséges tulajdonságok, bár némelyik húsevő emlős az emésztése javítására, illetve hánytatószerként mégis fogyaszt növényeket. Jó példa erre a kizárólagos húsevő házi macska vagy bármely vadon élő macskaféle.

## A húsevők jellemzői
A húsevők gyakori jellemzői a zsákmány elfogására és feldarabolására szolgáló szervek (sok gerincesnél a fogak és karmok töltik be ezt a szerepet), valamint a ragadozó státusz. Ezek a feltételek azonban félrevezetők lehetnek, ugyanis egyes húsevők dögevőként élnek (továbbá több vadászó húsevő is elfogyasztja az elhullott állatok maradványait, ha erre lehetősége adódik), tehát számukra nem szükségesek a vadászó húsevők tulajdonságai. A húsevők aránylag rövid emésztőcsatornával rendelkeznek, mivel nincs szükségük a növényi cellulóz lebontására.

## Növényfogyasztás
Bizonyos esetekben az emésztés megfelelő működéséhez növényi anyagokra is szükség van, de fontosak az ásványi anyagok, vitaminok és a rostok bevitele szempontjából is. Az ilyesmihez a legtöbb vadon élő húsevő a zsákmánya emésztőrendszeréből is hozzá juthat. Sokuk a növényevők trágyáját is elfogyasztja, feltehetőleg abból a célból, hogy hozzá juthassanak azokhoz a szükséges tápanyagokhoz, amelyeket máshonnan nem tudnának beszerezni, mivel az emésztőrendszerük nem alkalmas a növényi anyagok hatékony feldolgozására.

## Húsevők listája

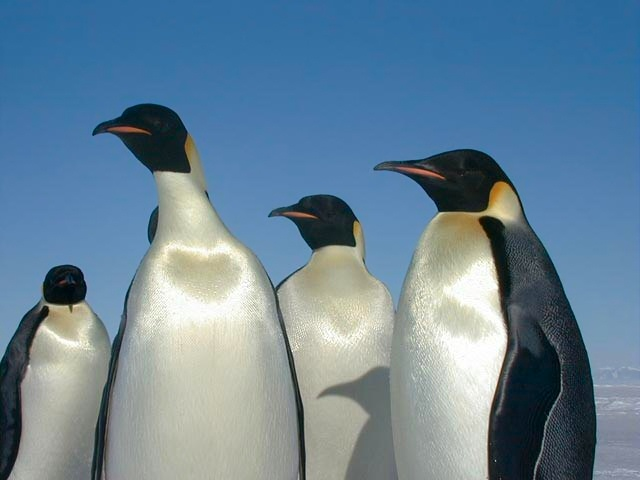
A tigrissel ellentétben a császárpingvineknek nincs szükségük fogakra és karmokra a rákok, halak, tintahalak és más tengeri élőlények elfogyasztásához

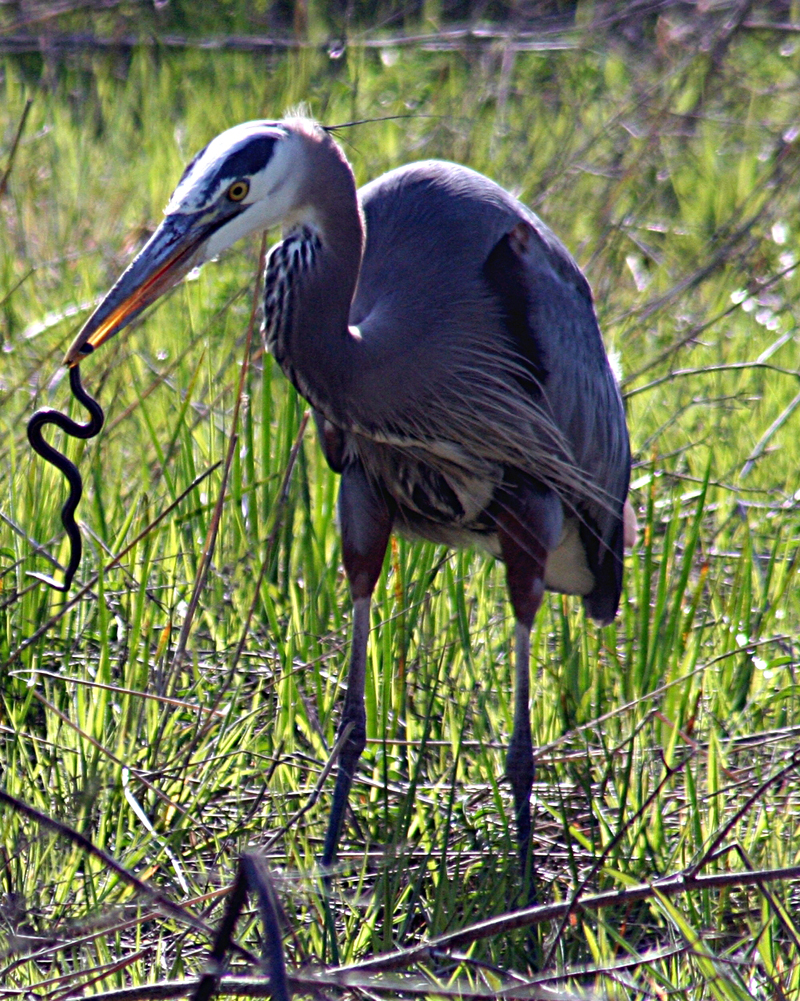
Királygém egy kígyóval

- A macskafélék, a házi macskától a nagymacskákig.
- Némelyik kutyaféle, mint a szürke farkas és a prérifarkas. A kutyát és a vörös rókát általában húsevőnek tekintik, de képesek növényi táplálék fogyasztására is, ami valamelyest mindenevővé teszi őket. A Smithsonian Intézet a fogazatuk elrendezése és az emésztőcsatornájuk alapján húsevőként tartja nyilván őket[forrás?].
- Hiénafélék
- A menyétfélék, beleértve a vadászgörényt is.
- Jegesmedve
- Úszólábúak (fókafélék, oroszlánfókák, rozmárok stb.)
- Delfin
- Bálna
- Kis denevérek
- Erszényes ragadozók, mint a tasmán ördög
- Ragadozó madarak, beleértve a sólyomféléket, a sasokat, a Falco nem tagjait és a bagolyféléket
- Dögevő madarak, például a keselyűk
- A vízimadarak néhány faja, például a sirályfélék, a pingvinalakúak, a pelikánok, a gólyaalakúak, és a gémfélék
- Békák (békák és varangyfélék)
- Kígyók
- Egyes gyíkok, például a gila és a varánuszfélék
- Krokodilfélék
- A komodói varánusz avagy komodói sárkány
- Egyes teknősök, köztük a harapós teknős és a legtöbb tengeri teknős
- Cápák
- Több csontos hal, köztük a tonhal, nyársorrú hal, lazac és a sügérfélék
- polipformák és a tintahalak
- Kúpos csigák
- Pókok, skorpiók és más pókszabásúak
- Fogólábúak, óriás poloskák és más rovarok
- Csalánozók
- Tengericsillagok

## Lásd még
- Rovaremésztő növények
- Húsevő gombák
- Rovarevők
- Halevők
- Kannibalizmus
- Növényevő
- Mindenevő
- Ragadozók

## Fordítás
- Ez a szócikk részben vagy egészben  a   Carnivore című angol Wikipédia-szócikk ezen változatának fordításán alapul.  Az eredeti cikk szerkesztőit annak laptörténete sorolja fel. Ez a jelzés csupán a megfogalmazás eredetét és a szerzői jogokat jelzi, nem szolgál a cikkben szereplő információk forrásmegjelöléseként.